# Llista de topònims del Masroig
Llista de topònims (noms propis de lloc) del municipi del Masroig, al Priorat
Informació actualitzada per un bot. Els canvis manuals es perdran quan s'actualitzi!

## cabana
| imatge | Nom                    | Ubicat a   | instància de | Detalls | coordenades                                                          | Protecció | Commons (més fotos) | Dades a WD                    |
| ------ | ---------------------- | ---------- | ------------ | ------- | -------------------------------------------------------------------- | --------- | ------------------- | ----------------------------- |
|        | caseta de Cal Pedrolet | el Masroig | cabana       |         | 41° 07′ 10″ N, 0° 44′ 18″ E / 41.1193487094768°N,0.738415109083121°E |           |                     | Modifica les dades a Wikidata |
|        | caseta de l'Atesno     | el Masroig | cabana       |         | 41° 07′ 11″ N, 0° 44′ 21″ E / 41.1195889276107°N,0.739181053010194°E |           |                     | Modifica les dades a Wikidata |
|        | caseta del Munter      | el Masroig | cabana       |         | 41° 07′ 40″ N, 0° 41′ 58″ E / 41.1276448146329°N,0.699344287507288°E |           |                     | Modifica les dades a Wikidata |
|        | corral del Celestí     | el Masroig | cabana       |         | 41° 07′ 53″ N, 0° 44′ 01″ E / 41.131290254127°N,0.733740086596913°E  |           |                     | Modifica les dades a Wikidata |

## casa
| imatge | Nom             | Ubicat a   | instància de | Detalls                                                | coordenades                                        | Protecció                                  | Commons (més fotos) | Dades a WD                    |
| ------ | --------------- | ---------- | ------------ | ------------------------------------------------------ | -------------------------------------------------- | ------------------------------------------ | ------------------- | ----------------------------- |
|        | Ca l'Agulles    | el Masroig | casa         | Estil: arquitectura popular racionalisme arquitectònic | 41° 07′ 34″ N, 0° 43′ 58″ E / 41.12609°N,0.73277°E | bé integrant del patrimoni cultural català |                     | Modifica les dades a Wikidata |
|        | Ca l'Isabel     | el Masroig | casa         | Estil: arquitectura popular                            | 41° 07′ 32″ N, 0° 44′ 00″ E / 41.12558°N,0.73323°E | bé integrant del patrimoni cultural català |                     | Modifica les dades a Wikidata |
|        | Cal Baster      | el Masroig | casa         | Estil: arquitectura popular arquitectura barroca       | 41° 07′ 35″ N, 0° 43′ 54″ E / 41.12644°N,0.7317°E  | bé integrant del patrimoni cultural català |                     | Modifica les dades a Wikidata |
|        | Cal Batistó     | el Masroig | casa         | Estil: arquitectura popular                            | 41° 07′ 31″ N, 0° 44′ 02″ E / 41.1253°N,0.73398°E  | bé integrant del patrimoni cultural català |                     | Modifica les dades a Wikidata |
|        | Cal Francisquet | el Masroig | casa         | Estil: arquitectura popular                            | 41° 07′ 35″ N, 0° 43′ 55″ E / 41.12645°N,0.73204°E | bé integrant del patrimoni cultural català |                     | Modifica les dades a Wikidata |
|        | Cal Ganxo       | el Masroig | casa         | Estil: arquitectura popular                            | 41° 07′ 34″ N, 0° 43′ 56″ E / 41.1261°N,0.73232°E  | bé integrant del patrimoni cultural català |                     | Modifica les dades a Wikidata |
|        | Cal Mirambell   | el Masroig | casa         | Estil: arquitectura popular                            | 41° 07′ 34″ N, 0° 43′ 57″ E / 41.1261°N,0.73242°E  | bé integrant del patrimoni cultural català |                     | Modifica les dades a Wikidata |
|        | Cal Serraller   | el Masroig | casa         | Estil: arquitectura popular                            | 41° 07′ 35″ N, 0° 43′ 55″ E / 41.12647°N,0.73192°E | bé integrant del patrimoni cultural català |                     | Modifica les dades a Wikidata |

## edifici
| imatge | Nom                                 | Ubicat a   | instància de | Detalls                     | coordenades | Protecció                                  | Commons (més fotos)              | Dades a WD                    |
| ------ | ----------------------------------- | ---------- | ------------ | --------------------------- | --- | ------------------------------------------ | -------------------------------- | ----------------------------- |
|        | Celler i Cooperativa                | el Masroig | edifici      | Estil: noucentisme 1917     | 41° 07′ 34″ N, 0° 44′ 02″ E / 41.1261°N,0.73378°E ca:Pg. de l'Arbre, 3, antiga ctra. Falset - el Molar 185 msnm | bé integrant del patrimoni cultural català | Celler i Cooperativa del Masroig | Modifica les dades a Wikidata |
|        | Relleu a la façana de Ca la Pubilla | el Masroig | edifici      | Estil: arquitectura popular | 41° 07′ 33″ N, 0° 43′ 58″ E / 41.12595°N,0.73282°E                                                              | bé integrant del patrimoni cultural català |                                  | Modifica les dades a Wikidata |
|        | Rentadors                           | el Masroig | edifici      | Estil: arquitectura popular | 41° 07′ 30″ N, 0° 44′ 03″ E / 41.12493°N,0.73423°E                                                              | bé integrant del patrimoni cultural català |                                  | Modifica les dades a Wikidata |

## església
| imatge | Nom                         | Ubicat a   | instància de | Detalls                                                        | coordenades                                                                                       | Protecció                   | Commons (més fotos)         | Dades a WD                    |
| ------ | --------------------------- | ---------- | ------------ | -------------------------------------------------------------- | ------------------------------------------------------------------------------------------------- | --------------------------- | --------------------------- | ----------------------------- |
|        | Mare de Déu de les Pinyeres | el Masroig | església     | Estil: arquitectura romànica arquitectura barroca 12nd century | 41° 08′ 39″ N, 0° 43′ 47″ E / 41.1443°N,0.72971°E ca:Vora la ctra. el Masroig - el Lloar 183 msnm | bé cultural d'interès local | Mare de Déu de les Pinyeres | Modifica les dades a Wikidata |
|        | Sant Bartomeu del Masroig   | el Masroig | església     | Estil: arquitectura neoclàssica                                | 41° 07′ 31″ N, 0° 44′ 01″ E / 41.1254°N,0.73369°E 190 msnm                                        | bé cultural d'interès local | Sant Bartomeu del Masroig   | Modifica les dades a Wikidata |

## forn de calç
| imatge | Nom                                | Ubicat a   | instància de | Detalls                     | coordenades | Protecció                                  | Commons (més fotos) | Dades a WD                    |
| ------ | ---------------------------------- | ---------- | ------------ | --------------------------- | ----------- | ------------------------------------------ | ------------------- | ----------------------------- |
|        | Forn de calç Mina Berta            | el Masroig | forn de calç | Estil: arquitectura popular |             | bé integrant del patrimoni cultural català |                     | Modifica les dades a Wikidata |
|        | Forn de calç Pinyanes              | el Masroig | forn de calç | Estil: arquitectura popular |             | bé integrant del patrimoni cultural català |                     | Modifica les dades a Wikidata |
|        | Forn de calç del barranc del Ganxo | el Masroig | forn de calç | Estil: arquitectura popular |             | bé integrant del patrimoni cultural català |                     | Modifica les dades a Wikidata |
|        | Forn de calç els Galls             | el Masroig | forn de calç | Estil: arquitectura popular |             | bé integrant del patrimoni cultural català |                     | Modifica les dades a Wikidata |

## masia
| imatge | Nom                        | Ubicat a   | instància de | Detalls | coordenades                                                          | Protecció | Commons (més fotos) | Dades a WD                    |
| ------ | -------------------------- | ---------- | ------------ | ------- | -------------------------------------------------------------------- | --------- | ------------------- | ----------------------------- |
|        | Mas de Baix                | el Masroig | masia        |         | 41° 08′ 05″ N, 0° 42′ 17″ E / 41.1346070181421°N,0.704747860030674°E |           |                     | Modifica les dades a Wikidata |
|        | Mas de Dalt                | el Masroig | masia        |         | 41° 07′ 52″ N, 0° 42′ 32″ E / 41.1312488515604°N,0.708891474935637°E |           |                     | Modifica les dades a Wikidata |
|        | Mas de la Sénia            | el Masroig | masia        |         | 41° 08′ 15″ N, 0° 44′ 36″ E / 41.1374489557046°N,0.743261679235932°E |           |                     | Modifica les dades a Wikidata |
|        | Mas del Baster de Móra     | el Masroig | masia        |         | 41° 07′ 49″ N, 0° 41′ 53″ E / 41.1303747780209°N,0.698033790290982°E |           |                     | Modifica les dades a Wikidata |
|        | Mas del Cugat              | el Masroig | masia        |         | 41° 07′ 57″ N, 0° 41′ 35″ E / 41.1324817954581°N,0.693051960047749°E |           |                     | Modifica les dades a Wikidata |
|        | Mas del Pubill             | el Masroig | masia        |         | 41° 08′ 20″ N, 0° 44′ 46″ E / 41.1388816179504°N,0.746048123039735°E |           |                     | Modifica les dades a Wikidata |
|        | Mas del Reboig             | el Masroig | masia        |         | 41° 07′ 57″ N, 0° 41′ 47″ E / 41.1324042827928°N,0.696378389549496°E |           |                     | Modifica les dades a Wikidata |
|        | Xalet del Marià de l'Arboç | el Masroig | masia        |         | 41° 07′ 24″ N, 0° 43′ 55″ E / 41.1232090233537°N,0.731814666822471°E |           |                     | Modifica les dades a Wikidata |

## molí d'aigua
| imatge | Nom                    | Ubicat a   | instància de | Detalls                     | coordenades                                                          | Protecció                                  | Commons (més fotos) | Dades a WD                    |
| ------ | ---------------------- | ---------- | ------------ | --------------------------- | -------------------------------------------------------------------- | ------------------------------------------ | ------------------- | ----------------------------- |
|        | Molí de Ca la Verònica | el Masroig | molí d'aigua |                             | 41° 07′ 54″ N, 0° 43′ 59″ E / 41.1317832944621°N,0.733163205919691°E |                                            |                     | Modifica les dades a Wikidata |
|        | Molí de Cal Just       | el Masroig | molí d'aigua |                             | 41° 07′ 53″ N, 0° 43′ 59″ E / 41.1312702392607°N,0.733180874708686°E |                                            |                     | Modifica les dades a Wikidata |
|        | Molí de Riudecols      | el Masroig | molí d'aigua | Estil: arquitectura popular |                                                                      | bé integrant del patrimoni cultural català |                     | Modifica les dades a Wikidata |
|        | Molí de l'Antònia      | el Masroig | molí d'aigua | Estil: arquitectura popular | 41° 08′ 30″ N, 0° 44′ 45″ E / 41.1418041568647°N,0.745805037901251°E | bé integrant del patrimoni cultural català |                     | Modifica les dades a Wikidata |

## muntanya
| imatge | Nom                    | Ubicat a                | instància de                  | Detalls | coordenades                                                                   | Protecció                   | Commons (més fotos) | Dades a WD                    |
| ------ | ---------------------- | ----------------------- | ----------------------------- | ------- | ----------------------------------------------------------------------------- | --------------------------- | ------------------- | ----------------------------- |
|        | Coll de la Falsetana   | Marçà el Masroig        | muntanya                      |         | 41° 08′ 00″ N, 0° 45′ 37″ E / 41.13344667°N,0.76039722°E 326.1 msnm           |                             |                     | Modifica les dades a Wikidata |
|        | Collroig               | Marçà el Masroig        | muntanya                      |         | 41° 08′ 07″ N, 0° 45′ 37″ E / 41.13514583°N,0.76023333°E 341.9 msnm           |                             |                     | Modifica les dades a Wikidata |
|        | Puig Roig del Roget    | el Masroig              | muntanya jaciment arqueològic |         | 41° 09′ 13″ N, 0° 44′ 09″ E / 41.153611111111°N,0.73583333333333°E 171.6 msnm | bé cultural d'interès local |                     | Modifica les dades a Wikidata |
|        | coll de les Comes      | el Masroig              | muntanya                      |         | 41° 07′ 53″ N, 0° 43′ 18″ E / 41.1315°N,0.721644°E 151.8 msnm                 |                             |                     | Modifica les dades a Wikidata |
|        | l'Ereta de les Bruixes | el Masroig              | muntanya                      |         | 41° 08′ 31″ N, 0° 45′ 35″ E / 41.141937°N,0.759732°E 337.5 msnm               |                             |                     | Modifica les dades a Wikidata |
|        | la Tosseta             | els Guiamets el Masroig | muntanya                      |         | 41° 07′ 14″ N, 0° 45′ 38″ E / 41.1205°N,0.760622°E 305.3 msnm                 |                             |                     | Modifica les dades a Wikidata |

## pont
| imatge | Nom                      | Ubicat a   | instància de | Detalls                     | coordenades                                                          | Protecció                                  | Commons (més fotos) | Dades a WD                    |
| ------ | ------------------------ | ---------- | ------------ | --------------------------- | -------------------------------------------------------------------- | ------------------------------------------ | ------------------- | ----------------------------- |
|        | Pont de la Riera         | el Masroig | pont         | Travessa: riu de Siurana    | 41° 08′ 20″ N, 0° 42′ 46″ E / 41.1389897390433°N,0.712708539811163°E |                                            |                     | Modifica les dades a Wikidata |
|        | Pont del Barranc del Pou | el Masroig | pont         |                             | 41° 07′ 34″ N, 0° 44′ 53″ E / 41.1262234419557°N,0.748184945340297°E |                                            |                     | Modifica les dades a Wikidata |
|        | Pont del Masroig         | el Masroig | pont         | Estil: arquitectura popular | 41° 07′ 03″ N, 0° 42′ 45″ E / 41.11754°N,0.7124°E                    | bé integrant del patrimoni cultural català |                     | Modifica les dades a Wikidata |

## serra
| imatge | Nom                    | Ubicat a                        | instància de | Detalls | coordenades                                                         | Protecció | Commons (més fotos) | Dades a WD                    |
| ------ | ---------------------- | ------------------------------- | ------------ | ------- | ------------------------------------------------------------------- | --------- | ------------------- | ----------------------------- |
|        | Serra de la Bruixa     | Marçà el Masroig                | serra        |         | 41° 08′ 02″ N, 0° 45′ 34″ E / 41.134°N,0.759583°E 341.9 msnm        |           |                     | Modifica les dades a Wikidata |
|        | coll de l'Egua         | els Guiamets el Masroig         | serra        |         | 41° 06′ 59″ N, 0° 43′ 46″ E / 41.1165°N,0.729306°E 197.2 msnm       |           |                     | Modifica les dades a Wikidata |
|        | serra de la Cova Santa | Bellmunt del Priorat el Masroig | serra        |         | 41° 08′ 55″ N, 0° 44′ 24″ E / 41.14861111°N,0.74001389°E 243.3 msnm |           |                     | Modifica les dades a Wikidata |

## Misc
| imatge | Nom                           | Ubicat a                        | instància de                                   | Detalls                                  | coordenades | Protecció                                  | Commons (més fotos) | Dades a WD                    |
| ------ | ----------------------------- | ------------------------------- | ---------------------------------------------- | ---------------------------------------- | --- | ------------------------------------------ | ------------------- | ----------------------------- |
|        | Carrer Major                  | el Masroig                      | carrer                                         | Estil: arquitectura popular              | 41° 07′ 35″ N, 0° 43′ 55″ E / 41.12636°N,0.73201°E                                                                          | bé integrant del patrimoni cultural català |                     | Modifica les dades a Wikidata |
|        | Collroig                      | el Masroig                      | vèrtex geodèsic                                | Alt: 1.2m                                | 41° 08′ 07″ N, 0° 45′ 37″ E / 41.135191°N,0.76019°E 342.713 msnm                                                            |                                            |                     | Modifica les dades a Wikidata |
|        | Cova Santa                    | el Masroig                      | cova                                           |                                          | 41° 11′ 30″ N, 0° 44′ 12″ E / 41.1917590958282°N,0.736722592307288°E                                                        |                                            |                     | Modifica les dades a Wikidata |
|        | Forn rajoler de l'Esteve      | el Masroig                      | teuleria                                       | Estil: arquitectura popular              | | bé integrant del patrimoni cultural català |                     | Modifica les dades a Wikidata |
|        | casa consistorial del Masroig | el Masroig                      | casa consistorial                              |                                          | 41° 07′ 32″ N, 0° 43′ 52″ E / 41.1256479°N,0.7312102°E                                                                      |                                            |                     | Modifica les dades a Wikidata |
|        | el Masroig                    | el Masroig                      | entitat singular de població capital municipal | 480 hab                                  | 41° 07′ 34″ N, 0° 43′ 58″ E / 41.12601974°N,0.73286774°E 190 msnm                                                           |                                            |                     | Modifica les dades a Wikidata |
|        | font del Perxe                | el Masroig                      | font                                           | Estil: arquitectura popular 20th century | 41° 07′ 33″ N, 0° 43′ 57″ E / 41.12589°N,0.73248°E ca:C. Barceloneta, 2 188 msnm                                            | bé integrant del patrimoni cultural català | Font del Perxe      | Modifica les dades a Wikidata |
|        | la Pedrera                    | el Masroig                      | pedrera                                        |                                          | 41° 07′ 03″ N, 0° 45′ 30″ E / 41.1175300273812°N,0.75826059939916°E                                                         |                                            |                     | Modifica les dades a Wikidata |
|        | riu de Siurana                | Baix Camp Priorat Ribera d'Ebre | curs d'aigua                                   | Desemboca: Ebre Llarg: 50km              | 41° 16′ 37″ N, 0° 59′ 58″ E / 41.276988°N,0.999557°E 41° 07′ 54″ N, 0° 38′ 41″ E / 41.13170194444445°N,0.6447438888888889°E |                                            | Riu de Siurana      | Modifica les dades a Wikidata |